# ياكوب سيغال
ياكوب سيغال (بالألمانية: Jakob Segal)‏ هو أستاذ جامعي ألماني، ولد في 17 أبريل 1911 في سانت بطرسبرغ في روسيا، وتوفي في 30 سبتمبر 1995 في برلين في ألمانيا.